# Lords of Magic
Lords of Magic là tựa game chiến lược theo lượt lấy bối cảnh kỳ ảo do hãng Impressions Games phát triển và Sierra Entertainment phát hành vào năm 1997. Trò chơi có ý định kết hợp các yếu tố của Heroes of Might and Magic II và Lords of the Realm II. Phiên bản đặc biệt còn gộp cả bản mở rộng nhiệm vụ Legends of Urak bao gồm năm nhiệm vụ cá nhân xoay quanh những câu chuyện không liên quan đến cốt truyện chính của game.

## Cốt truyện
Lords of Magic lấy bối cảnh diễn ra ở xứ sở Urak. Người dân của thế giới này tôn thờ một trong tám tôn giáo. Mỗi tôn giáo đều đối diện với vòng đời sự sống và coi những ai có niềm tin khác hẳn thì đều coi là kẻ thù cay nghiệt cần phải loại bỏ khỏi thế giới này. Bầu không khí của trò chơi đậm chất kỳ ảo cao độ, lấy cảm hứng không nhỏ từ các tác phẩm của Tolkien cũng như Dungeons and Dragons. Balkoth, chúa tể chết chóc đã bắt tay vào một chiến dịch tiêu diệt tất cả các tín ngưỡng khác để vinh danh vị thần bóng đêm Golgoth. Các lãnh chúa bèn nhân cơ hội này mà lao vào tranh giành chém giết lẫn nhau để mở rộng thế lực của họ nhằm tự vệ chống lại mối đe dọa từ thế lực bóng đêm không những chỉ một lần mà còn phải diệt trừ toàn bộ kẻ thù không đội trời chung của mình.

## Lối chơi
Thế giới trong Lords of Magic tràn ngập bầy quái vật hiểm ác lang thang và các tòa nhà cố định thì chứa đầy lũ yêu ma quỷ quái hung dữ. Điểm khác biệt trong trò chơi này so với các game chiến lược khác ở chỗ là nó chỉ có một bản đồ, với mỗi tín ngưỡng bắt đầu tại một địa điểm khác nhau. Điều này dẫn đến tính chất có phần hơi lặp đi lặp lại, làm mất tác dụng phần nào bởi một công cụ tạo màn được nhà sản xuất cung cấp. Các lãnh chúa là những nhân vật được thể hiện dưới dạng hình ảnh đại diện (avatar) của người chơi. Họ trông giống như những đấu sĩ ngoại trừ màu sắc khác nhau và có chỉ số cao hơn. Khi một lãnh chúa vừa qua đời, đức tin sẽ bị loại khỏi cuộc chơi, trừ khi người chơi lựa được một "người thừa kế". Những người thừa kế có được bằng cách kết bạn với đức tin khác, sau đó giải phóng đền vĩ đại của họ trước khi họ kị thời nhận ra, trong trường hợp mà đức tin lọt vào tay người chơi và lãnh chúa của họ lần lượt trở thành người thừa kế.
Game có tất cả tám phe khác nhau tượng trưng cho các thành phần tạo nên thế giới này: Life (sự sống), Death (cái chết), Order (trật tự), Chaos (hỗn mang), Air (không khí), Earth (đất), Fire (lửa) và Water (nước). Mỗi phe đều đại diện cho thành phần của họ với chủng loại quân, anh hùng và phép thuật của riêng mình. Anh hùng trong trò chơi bao gồm ba loại khác nhau với lối chơi và chiến thuật "độc nhất vô nhị" riêng biệt. Họ là Warrior (chiến binh), Thief (kẻ trộm) và Mage (pháp sư). Warrior hoạt động như quân tiên phong và kiêm cả nhiệm vụ điều binh khiển tướng lâm trận. Thief thì hoạt động một mình là tốt nhất có thể ăn cắp tiền và làm gián điệp. Loại này thậm chí còn có thể bắt cóc anh hùng khác, chuộc họ để đối lấy tiền bạc và di vật. Mage rất yếu với lực đánh thấp, nhưng có thể sử dụng phép thuật để thay đổi toàn bộ cuộc chiến có lợi cho người chơi, triệu hồi quái vật lớn hay trút đám mưa lửa và sét từ phía sau phòng tuyến của địch. Có hơn 160 loại phép thuật khác nhau và ở từng phe thì sẽ có loại phép riêng biệt đặc trưng cho phe mình. Những phép này được chia thành bốn loại gồm "tổng tấn công", "phòng thủ", "độn thổ" và "kiến thức chung", cùng với 90 loại di vật khác nhau rải rác khắp bản đồ trên bước đường khám phá của người chơi. Bên cạnh đó, trò chơi còn bao gồm một chế độ chơi đơn và các tính năng chơi nối mạng hạn chế qua LAN và Internet.
Để chạy Lords of Magic trên hầu hết các hệ điều hành hiện này thì cần điều chỉnh độ phân giải màn hình thành 800 X 600. Hiện độ phân giải cao nhất được biết đến trong lúc chơi game là 1360 X 768. Sau khi kết thúc sự hỗ trợ chính thức với bản vá 3.01 cho phiên bản đặc biệt, cộng đồng Lords of Magic đã cố gắng tiếp nhận sự hỗ trợ và tạo ra các bản vá lỗi riêng của người hâm mộ để giải quyết các vấn đề còn lại và tăng cường khả năng tương thích của trò chơi.

## Bản mở rộng
Nội dung trong bản mở rộng Legends of Urak (gồm bản "Special Edition" của trò chơi) xoay quanh các truyền thuyết và những câu chuyện khác nhau. Earth, Fire và Death đều có một nhiệm vụ độc đáo trong khi Order lại có tới hai nhiệm vụ. Earth quest dựa trên thiên sử thi Beowulf nhưng liên quan đến nhiều trận đánh của bản gốc và cuộc phiêu lưu mà Beowulf dự phần vào. Fire quest xoay quanh một phù thủy thạo phe này có tên Crispin tìm ra và giết chết một con vịt băng khổng lồ để trả lại dòng chảy của dung nham về thủ đô Fire. Cuộc phiêu lưu của Death tập trung vào khả năng của Necromancer (ma thuật sư) nhằm gầy dựng một đạo âm binh và sử dụng chúng trong trận chiến. Cuộc phiêu lưu kết thúc bằng cách đánh bại một thi thể trong trận đánh và lấy lại cây gậy phép cho chúa tể chết chóc, hoặc bằng cách giữ cây quyền trượng, nắm quyền kiểm soát thủ đô của phe Death và đánh bại nữ hoàng Eldren. Cuộc phiêu lưu đầu tiên của Order là dựa trên những huyền thoại về Phù thủy Merlin và Vua Arthur và kết thúc với việc thu hồi Chén Thánh và cái chết của Mordred. Hành trình thứ hai của phe này chỉ được kích hoạt bằng cách nhấn vào giữa vòng đời sự sống trong menu nhiệm vụ và có một lãnh chúa độc đáo tên gọi Sigfried sẽ dần thay đổi bản chất trong suốt diễn biến của game. Ông ta cũng là người đã giải cứu valkyrie Brunhilde và đánh bại Attila rợ Hung.

## Đón nhận
Trò chơi được giới phê bình đón nhận với đánh giá hỗn hợp. GameSpot đã chấm cho game số điểm 6.3/10, riêng phiên bản đặc biệt thì được sự đón nhận tốt hơn nhiều với số điểm 7.0 từ GameSpot.